# 프랑수아 드 퀴렐
프랑수아 드 퀴렐(François, Vicomte de Curel, 1854년 6월 10일 ~ 1928년 4월 26일)은 모젤강 메스에서 태어난 프랑스의 극작가이다.

## 생애
에콜 상트랄 파리에서 공학자로서 교육을 받았다. 1885년의 L'Ete des fruits secs, 1889년의 Le Sauvetage du grand duc, 이렇게 2개의 소설로 문학을 시작했다. 1891년 3개의 희극이 Théâtre Libre에 의해 받아들여졌다.

## 작품
- 《성녀의 이면 L’Envers d’une sainte》(1892)
- 《화석 Les Fossiles》(1892)
- L'Invitée (1893)
- L'Amour brode (1893)
- La Figurante (1896)
- 《사자의 향연 Le Repas du lion》(1897)
- La Fille sauvage (1902)
- La Nouvelle Idole (1899)
- Le Coup d'aile (1906)
- 《거울 앞에서의 춤 La Danse devant le miroir》(1914)
- 《천사의 희극 La Comédie du génie》(1922)

## 참고 자료
- 본 문서에는 현재 퍼블릭 도메인에 속한 브리태니커 백과사전 제11판의 내용을 기초로 작성된 내용이 포함되어 있습니다.